# غریبه (ترانه هیلاری داف)
«غریبه»، ترانه‌ای نوشته‌شده به وسیلهٔ هیلاری داف، کارا دایوگاردی، وادا نوبلز، دریک هاروین، جولیوس دیاز است و برای سومین آلبوم استودیویی داف، وقار (۲۰۰۷ میلادی) ضبط شده است. این ترانه شامل عناصری از موسیقی خاورمیانه‌ای به‌خصوص موسیقی هند بود و نمودهایی از فرهنگ هندی در شرکت فاتیما رابینسون که موزیک ویدئو را کارگردانی کردند ثبت شده‌بود، که هیلاری آن را بهترین ویوئویش در آن زمان معرفی کرد. او گفت برخلاف شایعات، این آهنگ از رابطهٔ اجباری میان والدینش الهام گرفته‌شده است و نه دوست‌پسر سابق او، جوئل مدن.